# Acròpolis d'Atenes
L'acròpolis d'Atenes és l'acròpolis grega més important. L'Acròpolis era, literalment, la «ciutat alta» i estava present a la majoria de ciutats gregues, amb una doble funció: defensiva i com a seu dels principals llocs de culte. L'Acròpolis d'Atenes està situada sobre un turó a uns 165 metres per sobre del nivell de la ciutat. També és coneguda com a Cecròpia en honor del llegendari home serp, Cècrops, rei d'Atenes.
Hom entra a l'Acròpolis per una porta monumental anomenada els Propileus. Al costat dret i frontal dels Propileus es troba el Temple de Nice Àptera. Una gran estàtua de bronze d'Atena, construïda per Fídies, es trobava originàriament al centre. A la dreta d'on s'alçava aquesta estàtua es troba el Partenó o Temple d'Atena Pàrtenos (la Verge). A l'esquerra i al final de l'Acròpolis hi ha l'Erectèon, amb la cèlebre estoa o tribuna sostinguda per sis cariàtides. També es troben a l'Acròpolis les restes d'un teatre a l'aire lliure anomenat el Teatre de Dionís, on van estrenar les seves tragèdies Sòfocles, Eurípides i Èsquil i les comèdies d'Aristòfanes.
L'Acròpolis d'Atenes va ser declarada Patrimoni de la Humanitat per la UNESCO l'any 1987 a París.

## Història

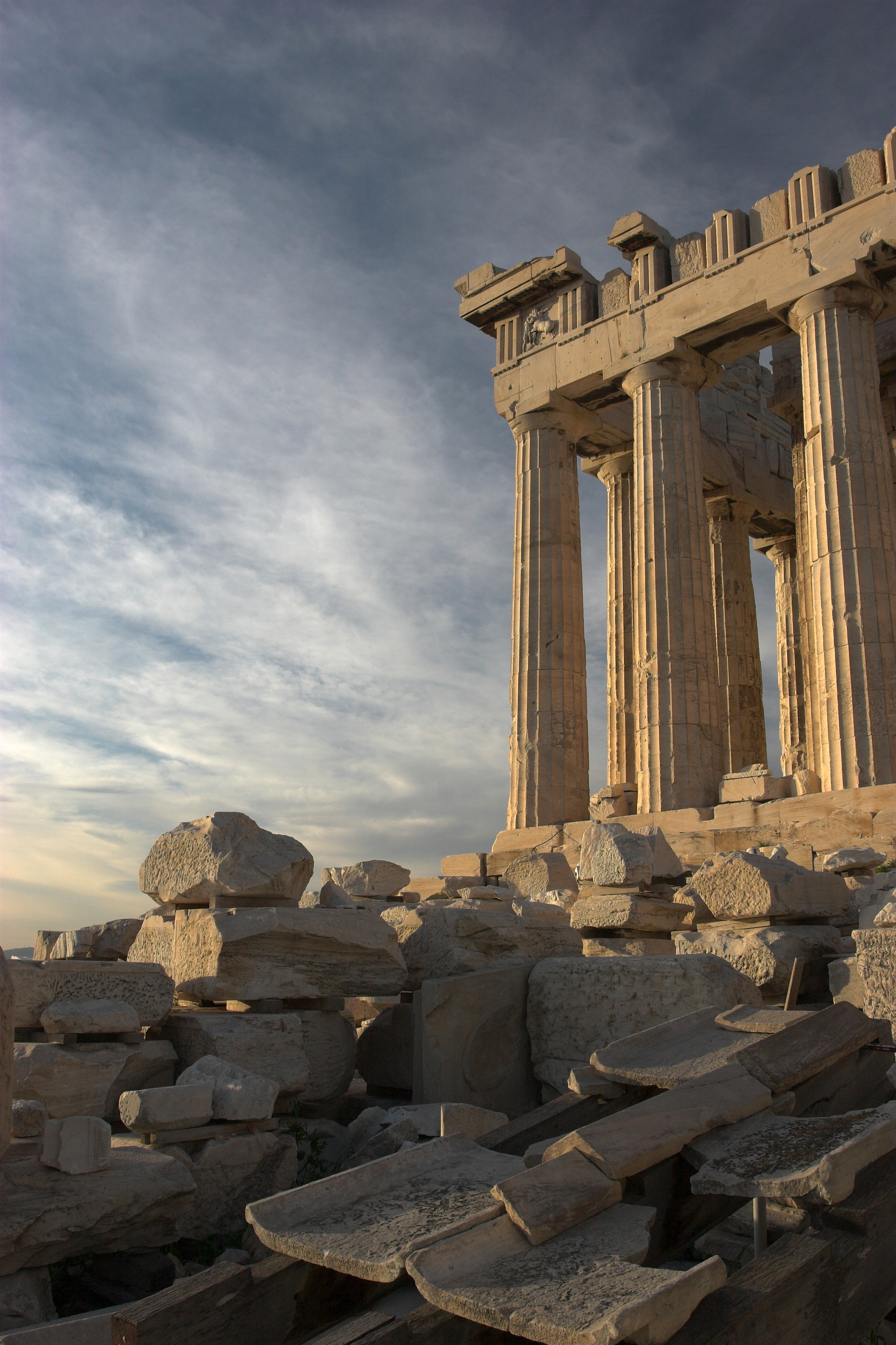
Vista des del sud del Partenó

Una gran part dels edificis arquitectònics de què consta l'Acròpolis es van edificar durant l'època de Pèricles (499-429 aC). La plataforma estava envoltada per una muralla construïda pels pelasgs, que en va substituir una altra d'anterior més primitiva; més tard es va construir un temple, l'Hecatòmpedon, que va ser destruït pel rei persa Xerxes. Sobre les seves ruïnes Pèricles va aixecar el Partenó junt amb la resta dels edificis repartits per tot el turó. Va arribar en força bon estat fins al segle xvi, quan a causa de la dominació otomana el Partenó es va convertir en mesquita, l'Erectèon en harem i els Propileus en polvorí.
Durant el setge d'Atenes del 1687, els venecians, sota el comandament del general Francesc Morosini, hi van fer grans destrosses amb les seves bombes i es van repartir com botí part dels seus tresors artístics. A començaments del segle xix Lord Elgin va traslladar restes de les escultures del Partenó al Museu Britànic de Londres.

### Primer període

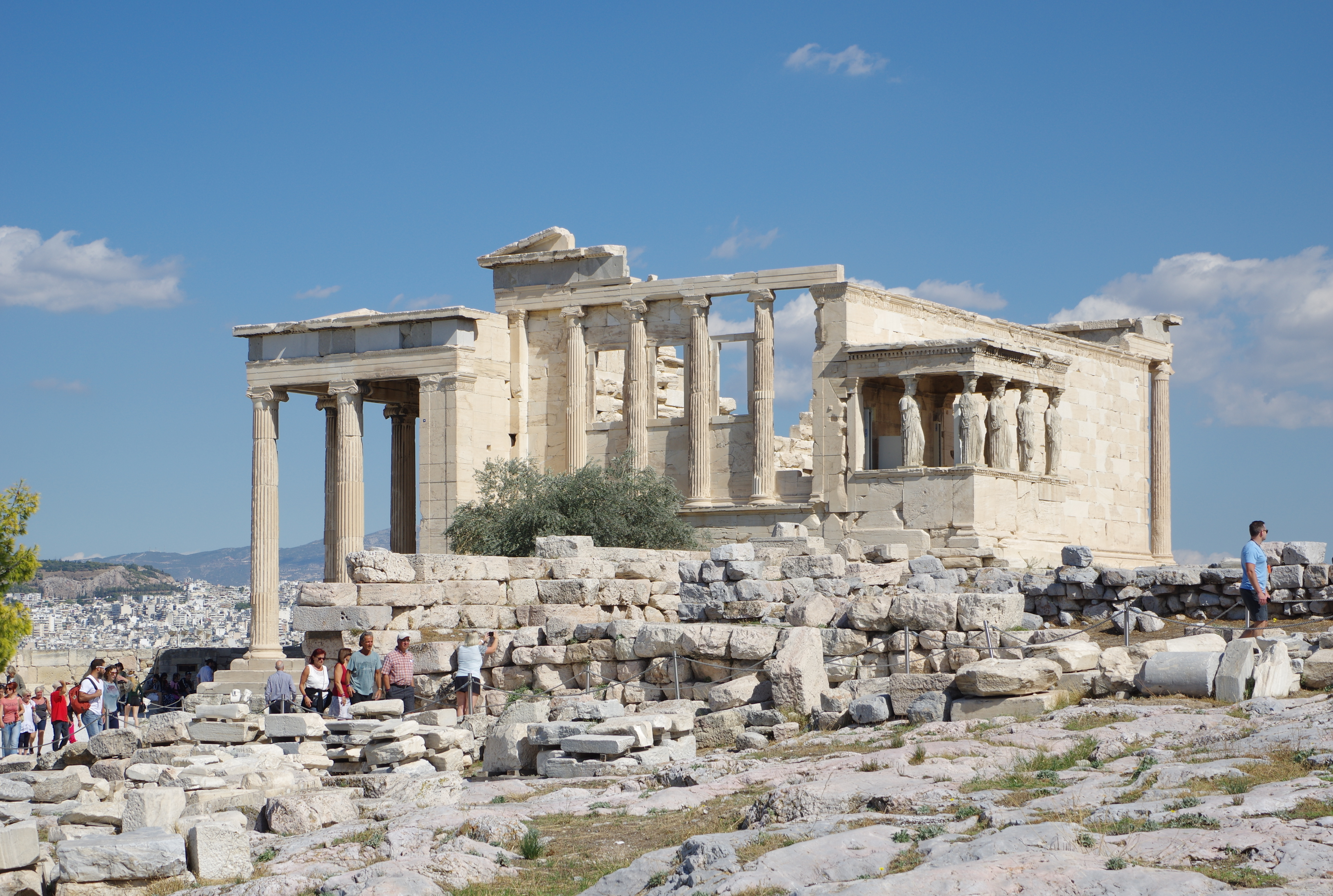
Vista de l'Erectèon, al nord-oest

Existeixen evidències arqueològiques de l'ocupació i l'ús del turó de l'Acròpolis a l'edat del bronze, quan s'hi alçava un palau, fa aproximadament 6.000 anys. En aquella època, estava envoltada per un mur gruixut (entre 4,5 i 6 metres) que constava de paraments construïts amb grans carreus de pedres consolidats amb un morter primigeni anomenat émplekton. L'entrada principal mirava cap a l'est. Al nord-oest hi havia una entrada, a la qual s'arribava mitjançant una escala d'aproximadament quinze graons excavats a la roca.
Aquesta entrada secundària estava situada pròxima al palau reial. Al nord-est hi havia un pòrtic i una escala que anava a la font coneguda com a Clepsidra. Encara en roman un gran tros de muralla bastida amb pedres diagonals mal escairades al costat sud.
El rei d'Atenes Erecteu, fill de Pandíon, el qual va ser divinitzat i se li va erigir l'Erectèon dins de l'Acròpolis, fou el que va introduir el culte a Pal·les Atena i va instituir les panatenees.

### Període micènic i edat fosca grega

Plànol esquemàtic del complex d'un mègaron (pati rectangular del palau cretenc i micènic per audiències i reunions): 1) avantsala - 2) naos - 3) columnes del pòrtic i del naos

Després de l'edat fosca grega, l'Acròpolis va deixar de ser un lloc de residència i es va convertir en el centre de culte de la ciutat d'Atenes. Després de la invasió dòrica del segle x aC, un nou edifici denominat Enneàpylon («nou portes») va cobrir la font. Traces de cases micèniques demostren que l'Acròpolis estigué permanentment habitada durant aquesta època i que va continuar així durant els períodes foscs que van precedir el naixement de la polis atenesa el segle viii aC. En aquella època hi havia també un petit temple dedicat a Atena esmentat per Homer i un Mègaron o pati d'audiències i reunions. No se sap amb certesa, però, si es tractava de diversos edificis o bé tots estaven agrupats en una única construcció.

### Període arcaic

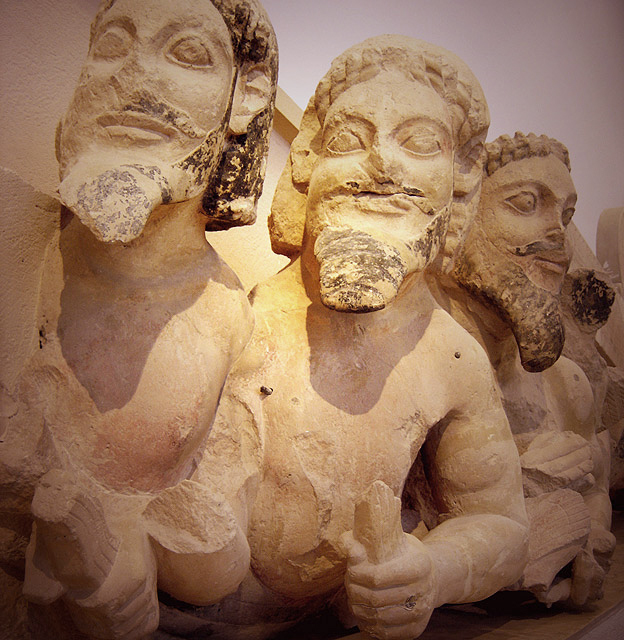
Fris: Tifó de tres caps, pertanyent a un frontó (560-550 aC), Museu de l'Acròpolis d'Atenes

L'Acròpolis fortificada va servir com ciutadella per Pisístrat. Aquest va ser derrocat el 510 aC per una revolució popular que va tenir el suport dels espartans i se'n van demolir els murs. Al mateix lloc, cap al 480 aC s'hi van refugiar antics habitants d'Atenes durant les guerres mèdiques contra les tropes perses, els quals van construir defenses de fusta a les parts fetes malbé de la muralla, que no van aturar les tropes invasores del rei Xerxes I de Pèrsia en la seva conquesta de l'Acròpolis, amb el saqueig i la crema dels temples més grans. Molt sobrepassats en nombre, sota el comandament del rei espartà Leònides, els grecs van aguantar l'avenç dels perses de Xerxes durant tres dies. La resistència oferta a les Termòpiles va donar temps a Atenes i altres ciutats estat de l'Hèl·lade per preparar-se per la batalla i vèncer definitivament els perses en la batalla de Salamina. En retornar a Atenes, Cimó II i Temístocles van ordenar la reconstrucció dels murs sud i nord.
Es va aplanar el terreny i es van fer les bases per aixecar un altre temple a la part més alta del recinte; els seus fonaments s'han trobat sota els del Partenó. La planta era una mica més estreta i allargada, com era habitual als edificis dòrics arcaics. L'edifici, projecte de Temístocles, havia de tenir 100 peus de llarg, per la qual cosa va rebre el nom d'Hecatòmpedon, però sembla que la construcció es va suspendre i, una vegada desterrat Cimó II, va ser el gran Pèricles qui va assumir el projecte.

### Període clàssic

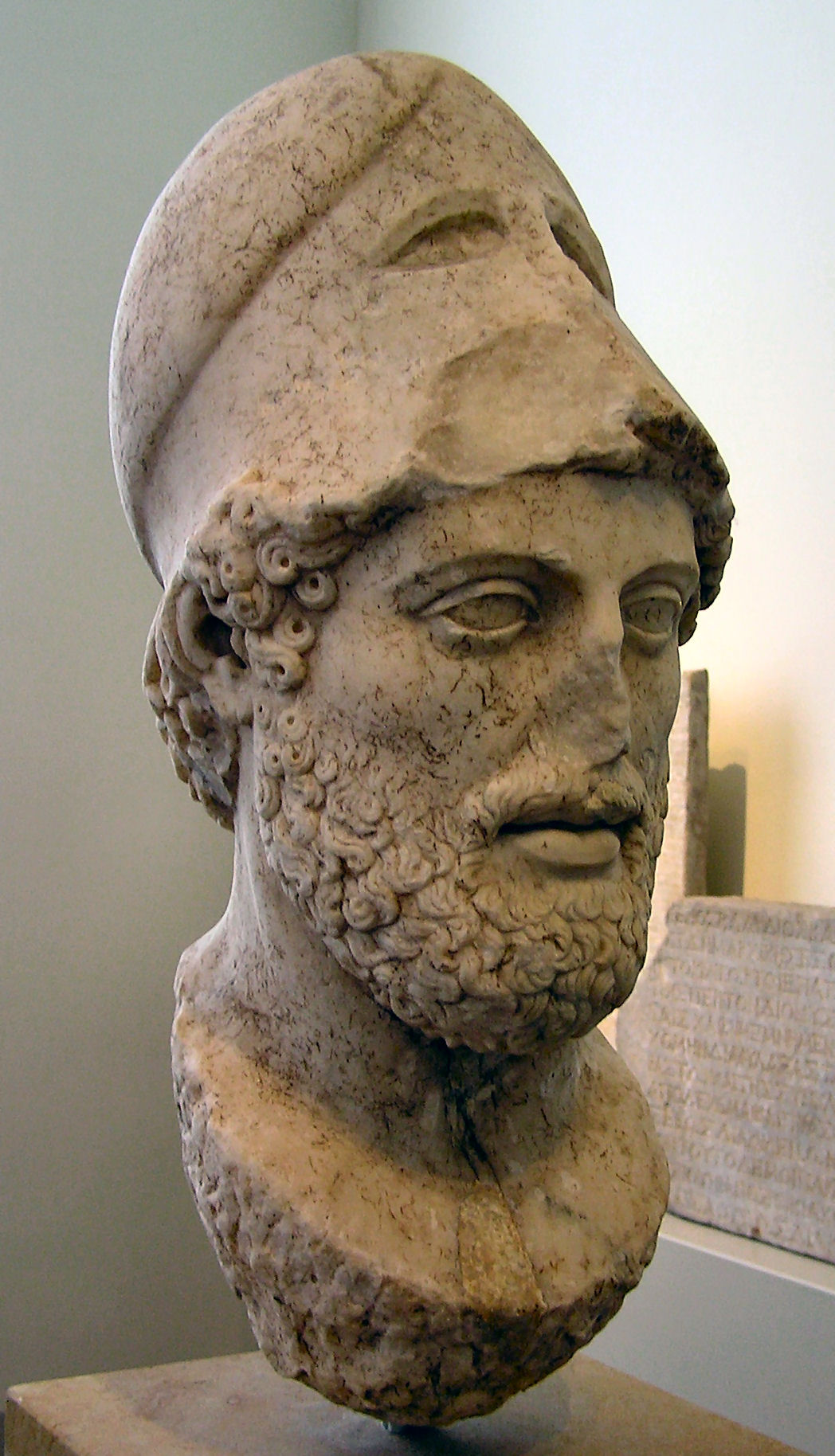
Pèricles, gran impulsor de la construcció de l'Acròpolis d'Atenes, segons una còpia romana d'un retrat grec de l'any 429 aC (Altes Museum, Berlín)

La major part dels grans temples van ser reconstruïts sota el lideratge de Pèricles durant l'edat daurada d'Atenes (460-430 aC), que utilitzaria el tribut dels membres de la Lliga de Delos per construir el Partenó i altres monuments de la Grècia clàssica. Durant el segle v aC, l'Acròpolis va prendre la forma definitiva.
Fídies, un gran escultor atenès, i Ictí i Cal·lícrates, dos famosos arquitectes, van ser els responsables de la reconstrucció del Partenó al costat sud de la plana, sobre els fonaments de l'antic edifici de Temístocles. La construcció va durar dotze anys, del 448 aC al 436 aC.
El 437 aC Mnèsicles va començar a bastir els Propileus, les portes monumentals amb columnes de marbre del Pentèlic, parcialment construïdes sobre els antics Propileus de Pisístrat. Aquestes columnates estaven pràcticament finalitzades l'any 432 aC i tenien dues ales, amb la septentrional usada com pinacoteca.
Al mateix temps que els Propileus, es va començar la construcció del petit temple de Nice Àptera, d'estil jònic. Després d'una interrupció deguda a la Guerra del Peloponnès contra Esparta (431-404 aC), el temple va ser conclòs a l'època de la pau de Nícies, entre el 421 aC i el 415 aC.
Durant el mateix període es va començar l'obra de l'Erectèon, amb la Tribuna de les Cariàtides i una estoa situada al costat sud dedicada a Pandros, filla de Cècrops; l'anomenat Pandrosèon és atribuït a Cal·límac, deixeble de Fídies. Al pòrtic es custodiava la tomba de Cècrops. És el més grandiós temple jònic edificat en temps de Pèricles, entre l'any 421 i el 406 aC, i tenia com a objectiu substituir el temple destruït pels perses els anys 480 i 479 aC, el qual estava dedicat a Posidó i Atena, associats a Erecteu, un dels primers reis d'Atenes, que va introduir el culte a Atena i va instituir les Panatenees i que, fulminat per Posidó, va ser enterrat al lloc de l'Acròpolis on s'alça l'Erectèon.
L'Erectèon és un temple hexàstil el naos del qual està dividit en tres parts destinades a guardar els objectes de culte: una part dedicada a la imatge d'Atena i la serp de l'Acròpolis; una altra on es guardava la imatge de Posidó i potser una cisterna per la sal marina d'aquest déu, i la tercera on es venerava Erecteu.
Entre el temple de Nice Àptera i el Partenó es trobava el santuari d'Àrtemis Braurònia, divinitat representada com un os i adorada a la ciutat àtica de Brauró. Al santuari es trobaven l'arcaic xóanon (estàtua votiva normalment de fusta) de la divinitat i una estàtua creada per Praxíteles al segle iv aC.
Després dels Propileus, dominava el conjunt de l'Acròpolis la gegantina estàtua de bronze feta per Fídies d'Atena Pròmacos («la que combat en primera línia»), construïda entre el 450 aC i el 448 aC. La base feia 1,50 m d'alt, mentre que l'alçària total de l'estàtua era de nou metres. La divinitat tenia una llança a la mà i un escut gegant al costat esquerre, decorat per Mis amb imatges de la lluita entre els Centaures i els Làpites.
A més a més, l'Eleusínion, situat a la base de l'Acròpolis, acollia les relíquies sagrades dels Misteris d'Eleusis.
Altres monuments, desapareguts avui, són la Calcoteca, el Pandrosèon esmentat més amunt, el santuari de Pandíon, l'altar d'Atena, el santuari de Zeus Polieus i, de l'època romana, el temple circular d'August i Roma.

### Períodes posteriors

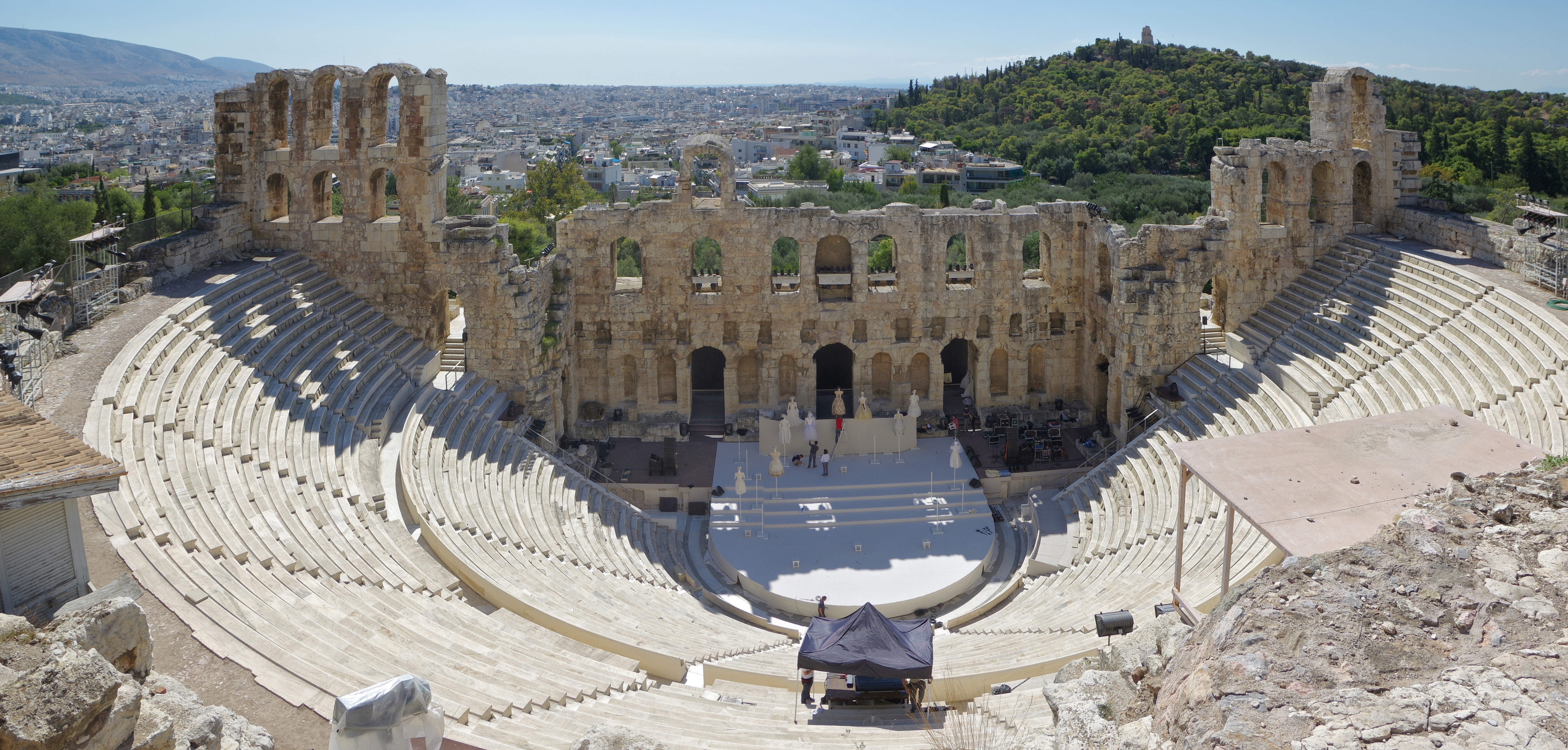
Vista de l'Odèon d'Herodes Àtic des de l'Acròpolis d'Atenes

Amb la conquesta de l'imperi Persa, Alexandre el Gran, fill i hereu del rei Filip II de Macedònia, va passar a dominar tota la Mediterrània. La llibertat de Grècia fou proclamada als Jocs Ístmics, però en realitat el que es va fer fou un traspàs de l'hegemonia de Macedònia a Roma. El 22 de juny de 168 aC es va lliurar la batalla de Pidna, que va posar fi a la monarquia macedònica.
Herodes Àtic, cònsol romà, escrivia al seu amic Ciceró parlant sobre Atenes amb gran entusiasme. Molts italians viatjaven a Atenes per visitar la ciutat, i els governants, junt amb els emperadors, van augmentar els monuments dins i fora de l'Acròpolis. Per exemple, l'any 161 es va construir gràcies a Herodes Àtic un odèon al costat del teatre de Dionís. Durant la invasió dels hèruls de l'any 267, aquest teatre va ser destruït i més tard la seva estructura va passar a formar part de les muralles. En passar els segles, la part inferior va quedar amagada per les bardisses, cosa que va fer pensar al viatger Niccolò de Martini que es tractava d'un pont. Al segle xix es van iniciar les excavacions i finalment va ser restaurat. Des de l'any 1957 s'hi fan normalment representacions i festivals.
Al segle vii, l'Erectèon va ser convertit en església romana d'Orient i se'n va transformar l'interior.
Posteriorment, amb la dominació catalana, el Partenó passà a ser església catòlica amb el nom de Santa Maria de Cetines: Pere el Cerimoniós manà que fos custodiat nit i dia per una guàrdia especial i el qualifica de «la pus rica joia que al món sia». L'últim arquebisbe català que digué missa al Partenó fou Antoni Ballester. L'any 2011 es va col·locar una placa de marbre recordant l'elogi de Pere el Cerimoniós a l'Acròpolis.

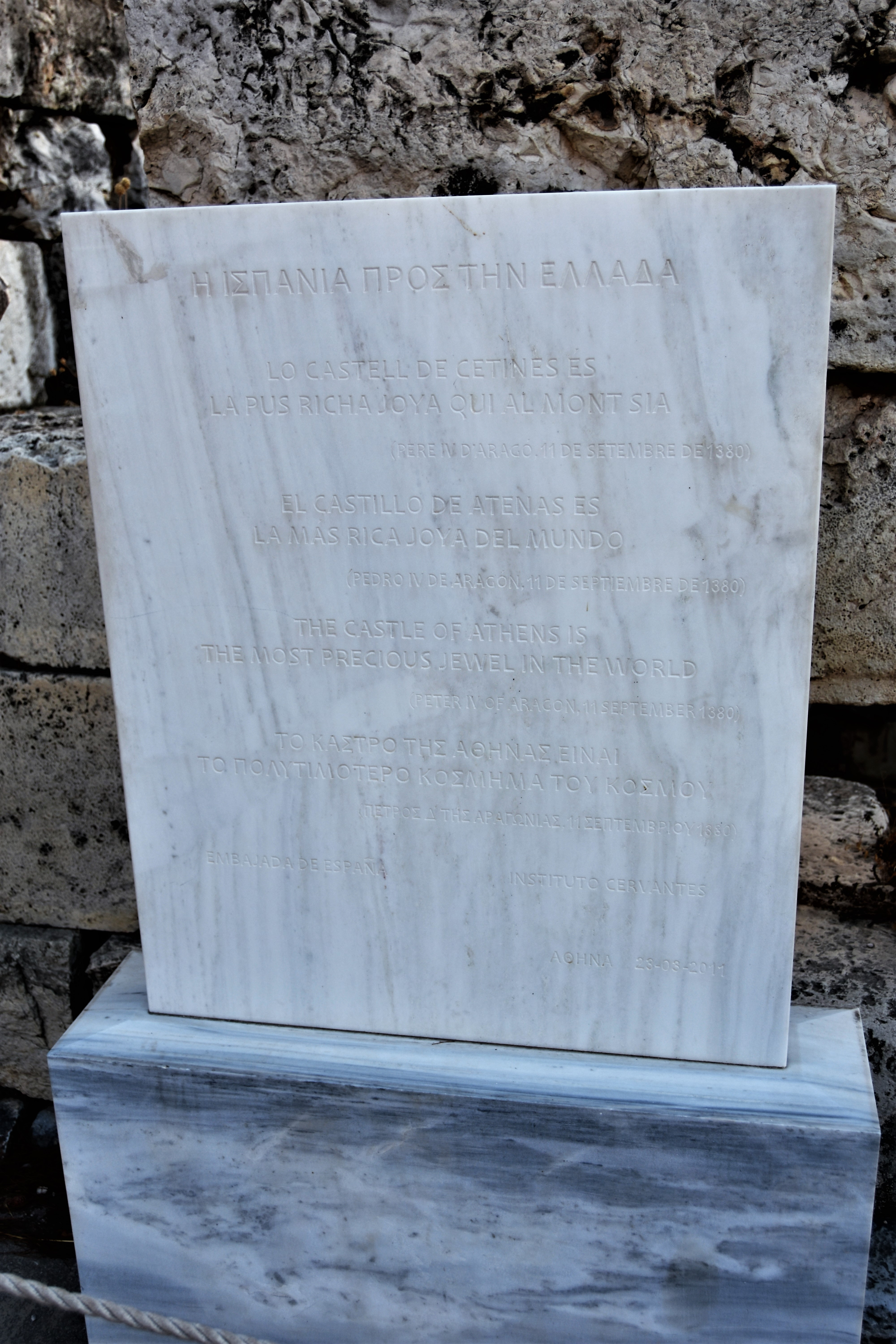
Acròpolis. Porta Beulé. Placa que recorda l'elogi del rei Pere el Cerimoniós al «castell de Cetines»

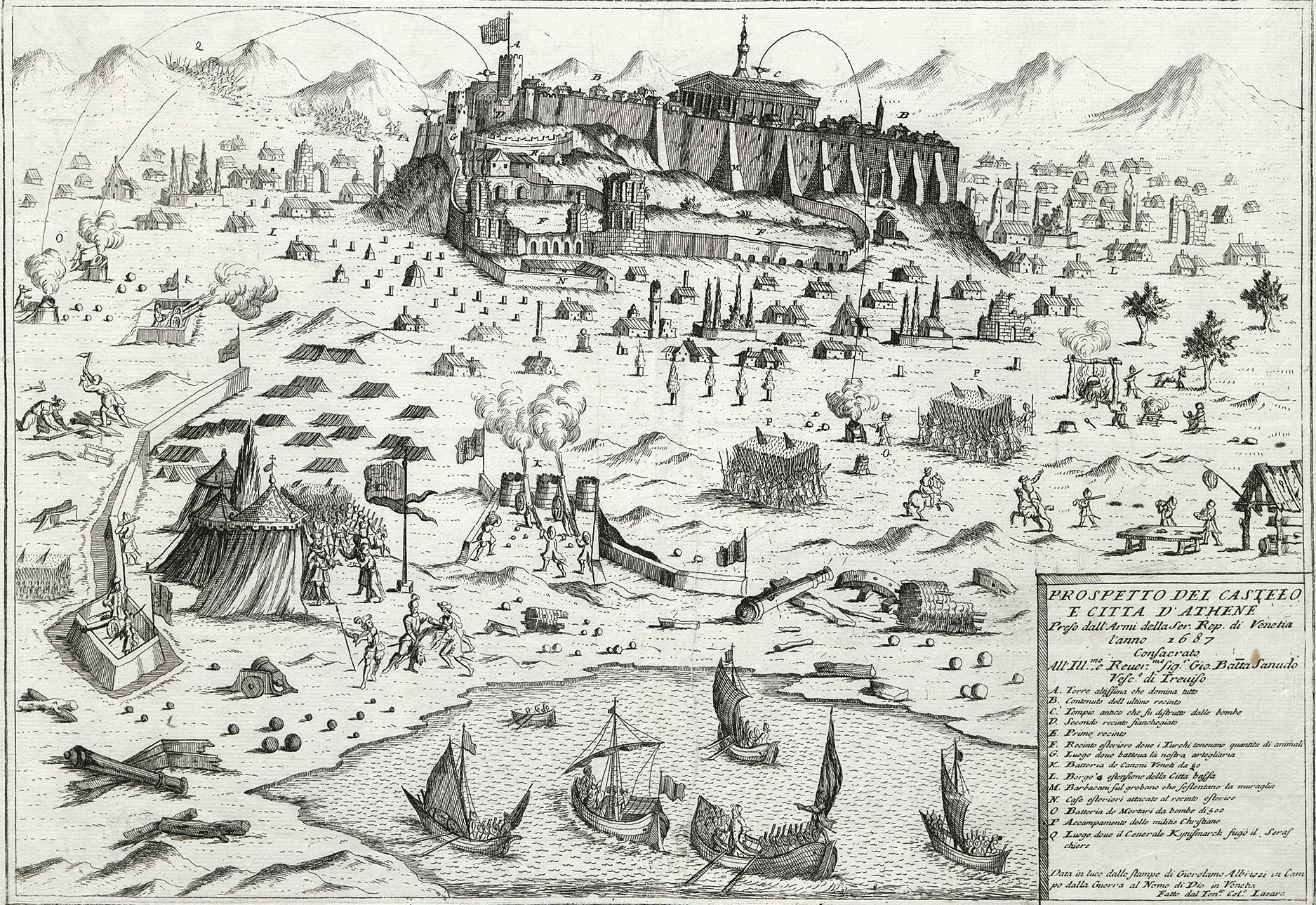
Setge dels venecians a l'Acròpolis d'Atenes el 1687

Durant l'Imperi Otomà (1299-1923), els turcs van ocupar Grècia l'any 1453 amb la conquesta d'Atenes, fins a la independència hel·lènica el 1832. Els Propileus, per la seva banda, van esclatar per un incendi el 1640 quan feien la funció de polvorí per al govern turc.
El temple del Partenó es va transformar en església cristiana durant l'edat mitjana. Es faria servir també com polvorí durant el setge d'Atenes pels venecians. L'any 1687, amb l'explosió d'una bomba, se'n van desplomar moltes columnes de les façanes laterals, que van ser les més afectades. A començaments del segle xix se'n van arrencar una gran quantitat d'escultures amb el consentiment del govern otomà, les quals van ser adquirides per l'ambaixador anglès Lord Elgin i venudes el 1816 al Museu Britànic.
El 1832, quan acaba la guerra d'independència de Grècia, s'escull com nou rei grec el príncep Otó I, que entra en contacte amb l'arquitecte alemany Friedrich Schinkel per la construcció d'un nou palau per al rei. L'arquitecte desenvolupa un projecte per construir un palau i uns jardins a l'Acròpolis d'Atenes, sobre les ruïnes dels antics temples. Tanmateix, mai no va poder construir-se, ja que Schinkel va sobreestimar la capacitat econòmica del nou regne.

## Significat cultural de l'Acròpolis
Cada any, els atenesos celebraven un festival denominat de les Panatenees que rivalitzava amb els Jocs Olímpics en popularitat. Durant el festival, una processó pujava des d'Atenes fins a l'Acròpolis, cap al Partenó (com es reflectia en el fris a l'interior del Partenó). Allà, es col·locava de manera cerimoniosa el peple (un costós mantell) a l'estàtua criselefantina d'Atena Pàrtenos («Verge») esculpida per Fídies. L'escultor volia fer-la de marbre, però el poble va voler que fos d'or i d'ivori. Atena portava en una mà una estàtua de la Victòria i l'altra mà sostenia un escut. D'aquesta imatge solament se'n tenen còpies de l'època romana.

## Art i arquitectura

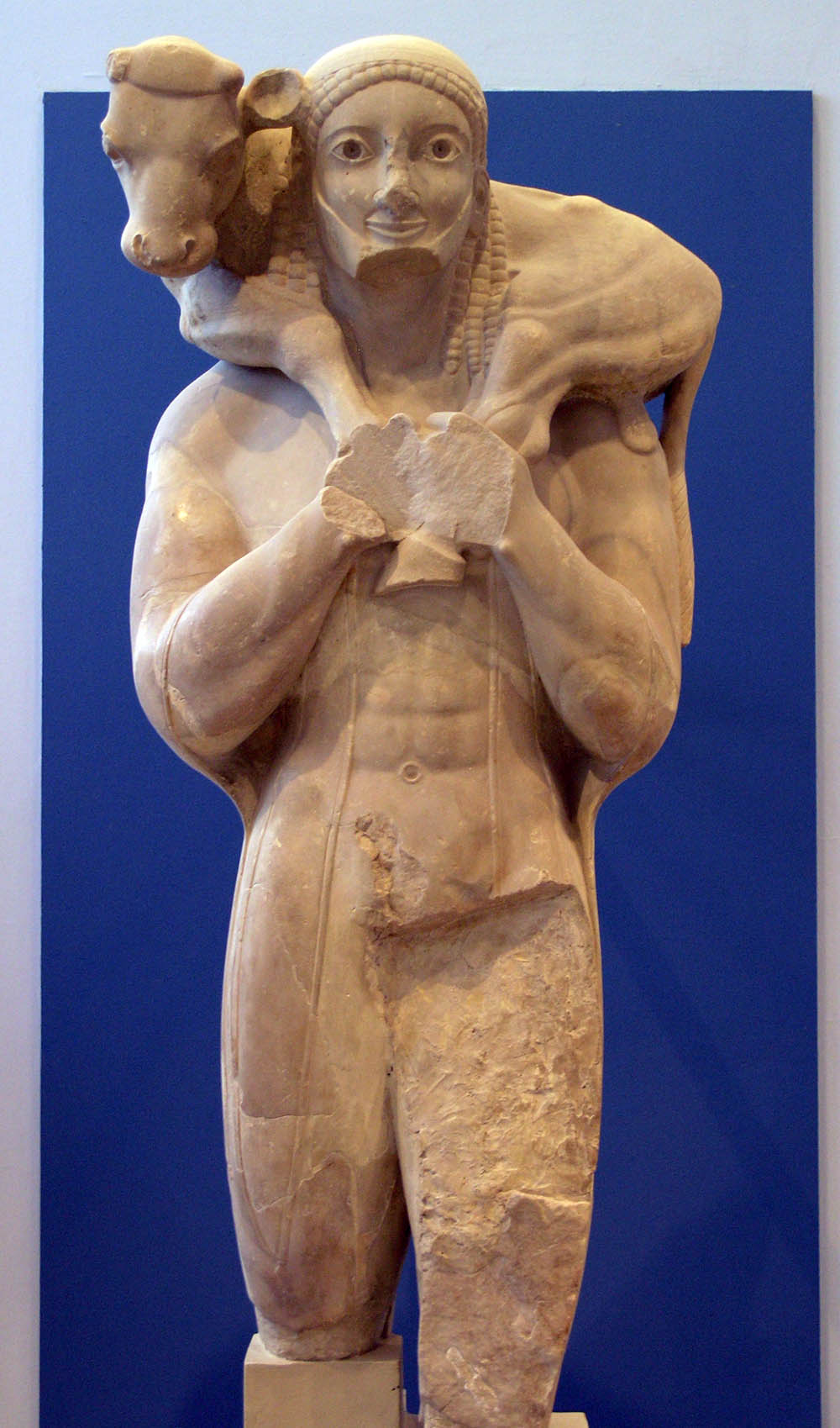
Estàtua del Moscòfor (575-550 aC), conservada al Museu de l'Acròpolis d'Atenes.

### Període micènic
El mègaron (Μέγαρον), mot grec però de probable derivació semítica, és el «Gran Saló» que es trobava als palaus de la civilització micènica, a Grècia i Anatòlia. Acostumava a estar en un costat del pati central i davant de l'altar. Constava de tres parts: el pòrtic obert amb dues columnes, un vestíbul o avantsala i la sala principal, també anomenada naos.

### Període arcaic
L'Acròpolis té una gran activitat constructora durant la segona meitat del segle vi aC. Atenes presenta una ciutat dispersa però dominada per l'Acròpolis, l'Hecatòmpedon es va ampliar i es va construir una estoa amb un frontó de marbre mostrant un relleu amb les figures quasi independents de la lluita dels déus contra els gegants.
A les excavacions arqueològiques de l'any 1866 es van descobrir en una fossa, excavada segurament durant la invasió persa, catorze imatges de kórai i koúroi arcaics, entre les quals destaquen el Moscòfor i el Cap Rampin. La primera representa un jove portant sobre les espatlles un vedell acabat de néixer. Totes les escultures d'aquesta època presenten els ulls amb forma d'ametlla i un somriure «arcaic» que tracta d'expressar una plàcida beatitud, i els seus músculs estan representats amb una gran elegància. S'ha datat de començaments del segle vi aC, és de marbre, té una alçada de 163 cm i es troba al Museu de l'Acròpolis d'Atenes.

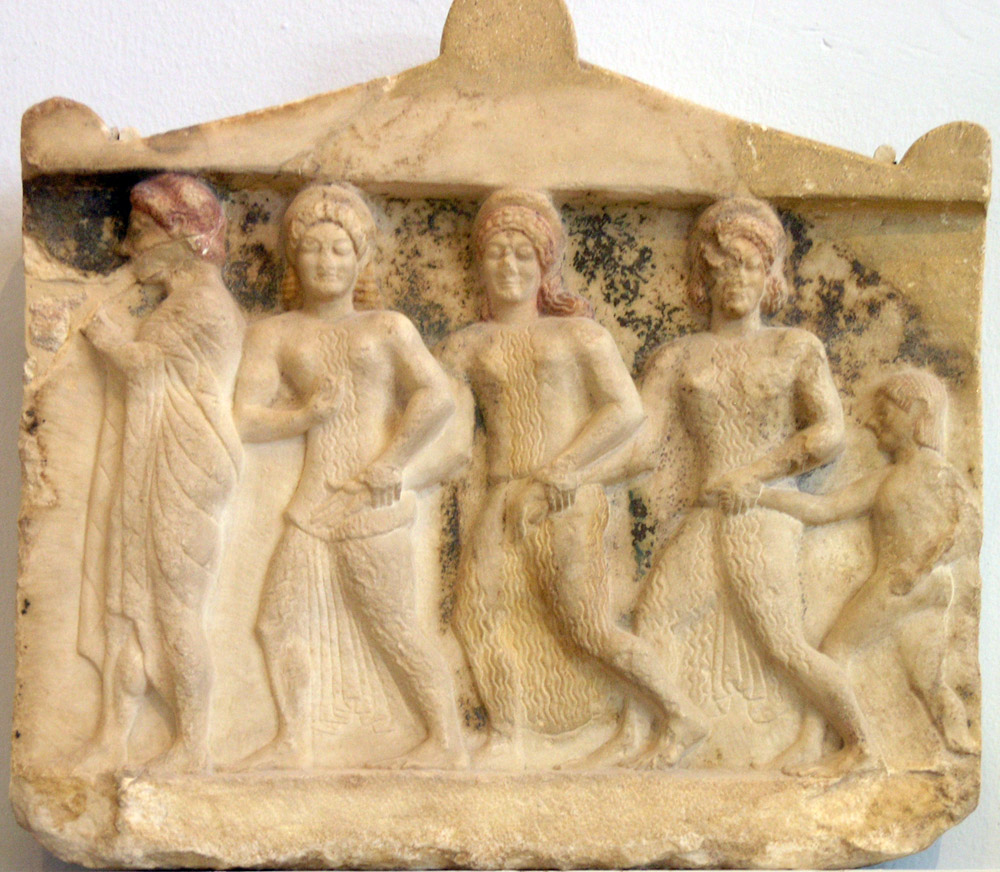
Relleu de les Tres Gràcies, Museu de l'Acròpolis d'Atenes

De les Càrites o Gràcies associades als Misteris d'Eleusis, i que a la mitologia grega es considerava que eren tres deesses (de la menor a la més gran: Aglaia, Eufròsine i Talia), Pausànies va escriure: 
| «                    | … A Atenes, abans de l'entrada a l'Acròpoli, les Càrites eren tres en nombre; al seu costat se celebren misteris que no han de ser revelats a gaire gent. I, més endavant, en el mateix llibre diu: Qui va ser el que primer va representar nues les Càrites, en escultura o en pintura, no es pot pas discernir. Durant el període més antic, certament, tant escultors com pintors les representaven cobertes. […] També Sòcrates, fill de Sofronisc, va fer imatges de les Càrites pels atenesos, que estan davant l'entrada de l'Acròpoli. Totes aquestes estan igualment cobertes. | » |
| — Llibre 9, xxxv.6-7 | |   |

### Període clàssic

#### Partenó

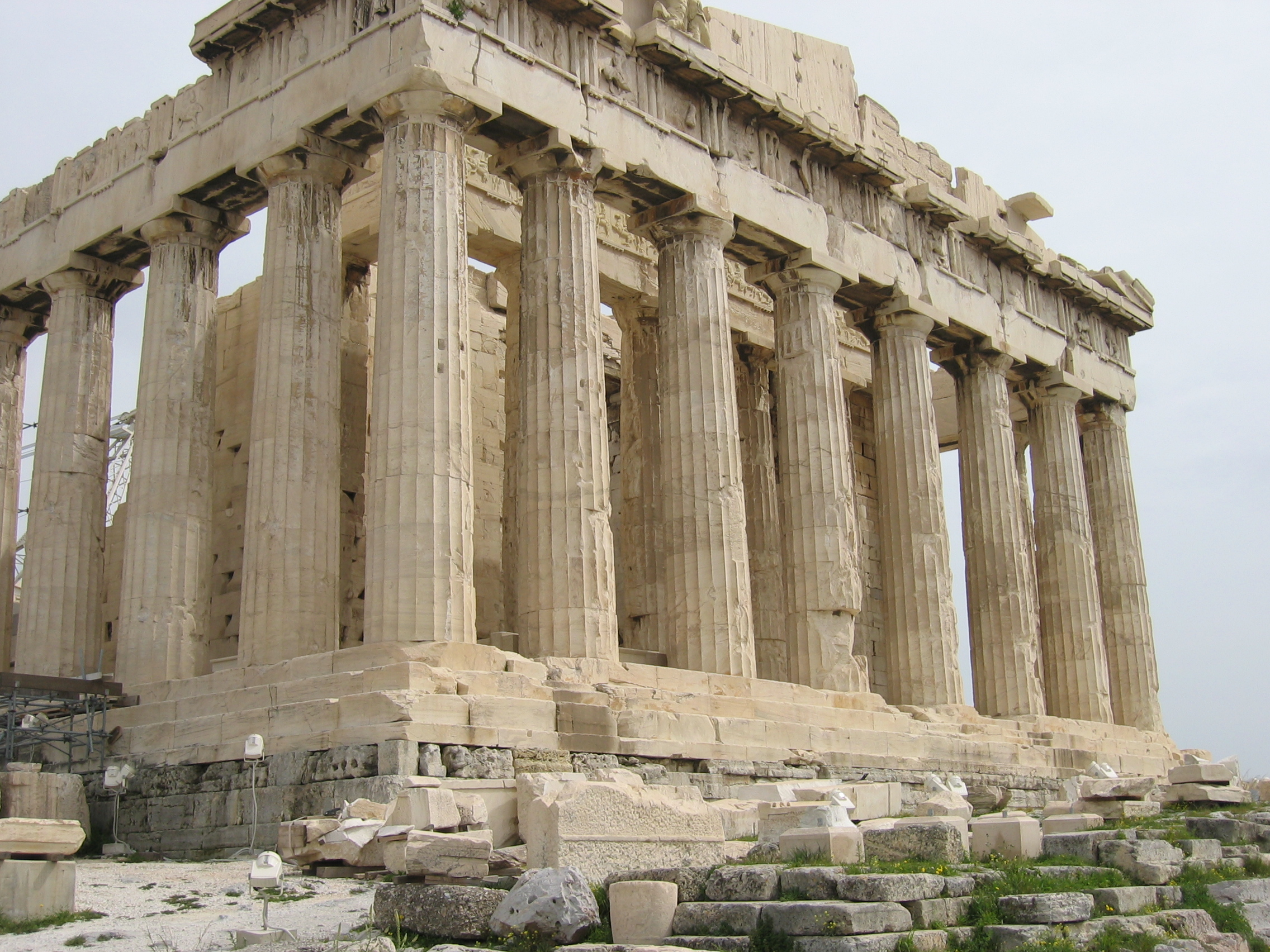
Les columnes d'ordre dòric del Partenó

Pèricles va donar la direcció de les obres de l'Acròpolis a Fídies. El Partenó va ser erigit entre els anys 448 aC i 430 aC, sobre els fonaments de l'Hecatòmpedon, amb el projecte dels arquitectes Ictí i Cal·lícrates.
L'interior estava dividit en dues sales independents, amb l'entrada per cada façana oposada de l'edifici. La sala oriental era la més gran, dividida per columnes dòriques en tres naus, i era on es trobava l'escultura d'Atena de Fídies. A la sala occidental, amb quatre columnes al centre d'estil jònic, es guardava el tresor de la deessa, i rebia el nom de Partenó, és a dir, la 'sala de les verges'. La façana principal dona cap a orient, el punt per on surt el sol, com és habitual a totes les construccions religioses de l'antiguitat. Tenia vuit columnes a les seves dues façanes principals i disset a les laterals que envoltaven tot el temple i deixaven un passadís o deambulatori que permetia a la població vorejar completament el temple en les seves celebracions religioses.

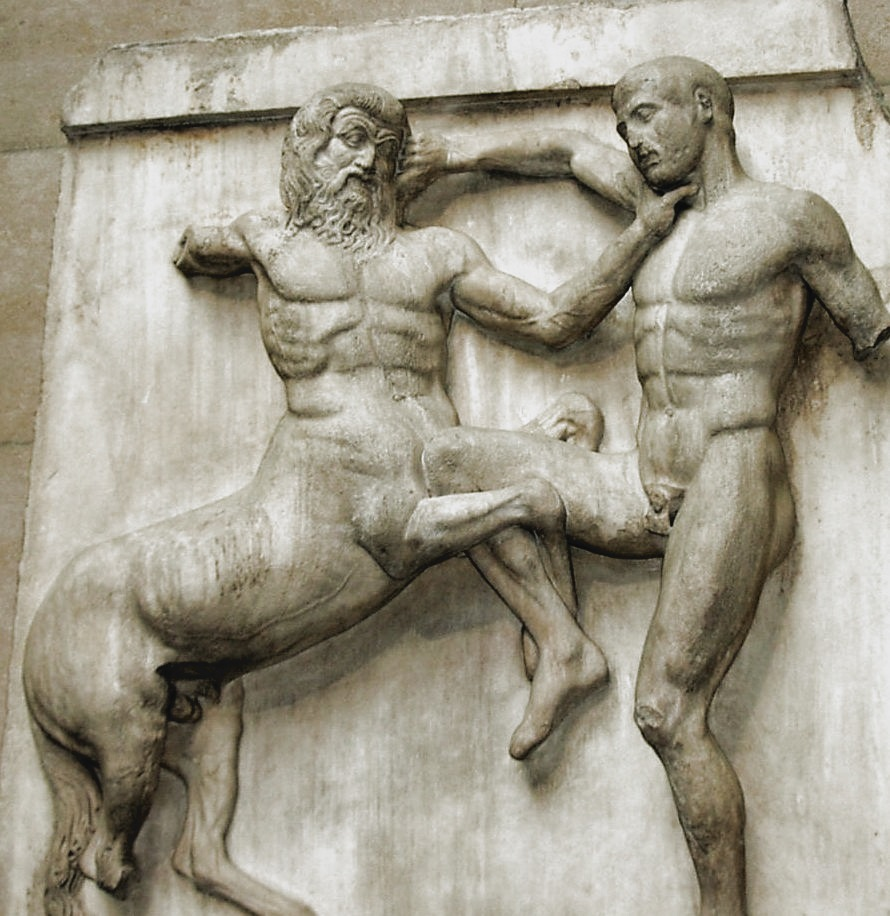
Mètopa amb la representació de la centauromàquia, Museu Britànic de Londres

A l'exterior, amb una superfície de 6,54 metres per 30,87 metres, i columnes d'una alçada de 10,43 metres, presenta com tots els temples grecs una escalinata composta de tres graons que envolta completament el basament: els dos primers graons inferiors es denominen estereòbata i el graó superior, estilòbata.
És un temple d'ordre dòric, projectat de tal manera que es corregeixin les desviacions de la perspectiva, és a dir, totes les línies horitzontals es tornen lleugerament corbes, efecte que va ser descobert per l'arquitecte anglès Penrose l'any 1847. Aquest edifici va romandre intacte fins a l'any 1687, quan va quedar mig destruït per una explosió durant la guerra venetoturca. Es creu que les escultures de Fídies eren d'argila o guix, perquè després els seus deixebles les passessin a marbre. El frontó de la façana occidental representa la lluita d'Atena i de Posidó per aconseguir el patronat de la ciutat. Pausànies diu que les escultures del frontó oriental representaven el naixement d'Atena del cap de Zeus. De fet, els frontons són coneguts per dibuixos del segle xvii i per còpies antigues.
La novetat arquitectònica del Partenó és el fris interior que recorre el mur de la nau, un lloc que cap edifici dòric havia emprat per decoració. Té una longitud de 160 metres, 105 cm d'alçada i 5,6 cm als llocs de màxima profunditat del relleu. Era de marbre de la muntanya del Pentèlic, a 19 km de l'Acròpolis. El formaven 378 figures humanes i 245 d'animals representant la processó de les festes de les Panatenees, la lluita dels déus amb els gegants i la centauromàquia, i hi havia policromia: el color de les mètopes era vermell com el dels frisos, el frontó era blau i a les figures se'ls pintaven els ulls i els cabells. De les 92 mètopes originàries dels quatre costats només se'n conserven 19, algunes al temple mateix i altres al Museu Britànic, ja que la majoria van ser destrossades quan el temple es va convertir en església cristiana.

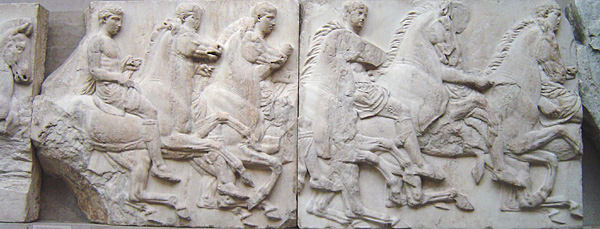
Detall del fris interior del Partenó, Museu Britànic de Londres

El Partenó allotjava la gran estàtua de la deessa Atena Pàrtenos, que va crear Fídies. Aquesta estàtua era d'or i ivori (criselefantina) i de 15 metres d'alçada amb pedestal. Estava vestida amb el peple i, damunt, l'ègida; sobre el cap tenia un casc tot cobert amb figures simbòliques i anava armada amb llança i escut en actitud de repòs; en una mà portava la imatge de la Victòria alada, que era de mida natural. L'antic historiador Pausànies va fer una descripció de l'estàtua: 
| « | La imatge és feta d'ivori i or. Enmig del casc hi ha una figura de l'Esfinx […] i a banda i banda de l'elm hi ha grius esculpits […]. L'estàtua d'Atena s'està dreta, amb el peple fins als peus, i al pit hi té inserit el cap de Medusa d'ivori. Té una Victòria d'aproximadament quatre colzes i, a la mà, una llança; hi ha un escut al costat dels seus peus i, prop de la llança, una serp. Aquesta serp podria ser Erecteu. A la base de l'estàtua hi ha esculpit el naixement de Pandora. | » |

De l'estàtua d'Atena Pàrtenos n'hi ha algunes còpies antigues de l'època romana: 
- Atena Varvàkion, en marbre romà del segle ii, considerada una de les més pròximes a la real, que es troba al Museu Arqueològic Nacional d'Atenes.
- Atena Lenormant, sense acabar, al Museu Nacional d'Atenes, una altra de les considerades més reals.
- Una altra còpia romana entre els segles i i ii al Museu del Louvre de París.[32]
- Una altra còpia romana en marbre feta entre els anys 130-150 al Museu del Prado de Madrid.
- Una altra còpia romana signada per Antíoc (segle i aC) al Museo Nazionale Romano de Roma.

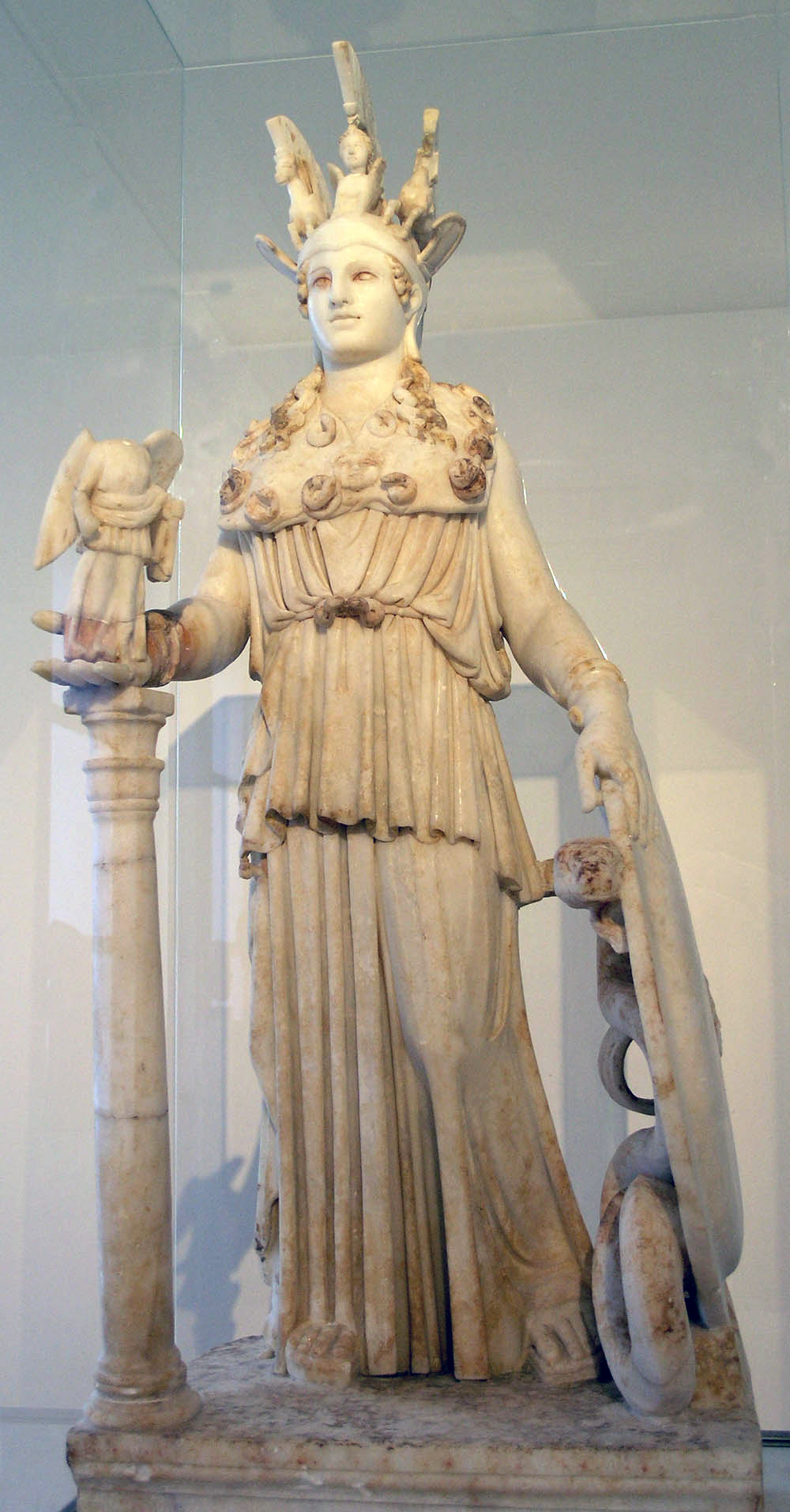
Atena Varvàkion, Museu Arqueològic Nacional, Atenes
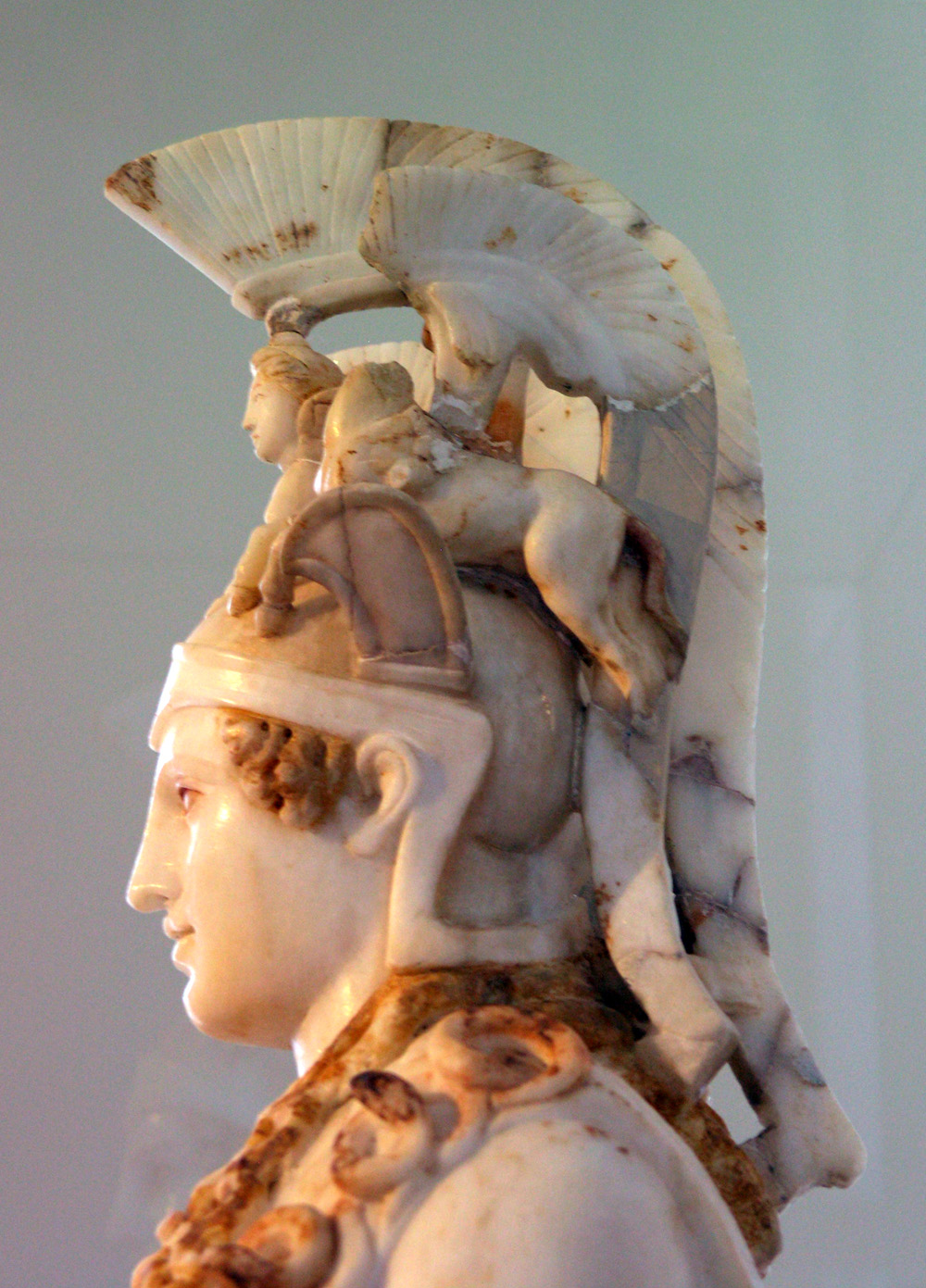
Detall de l'Atena Varvàkion
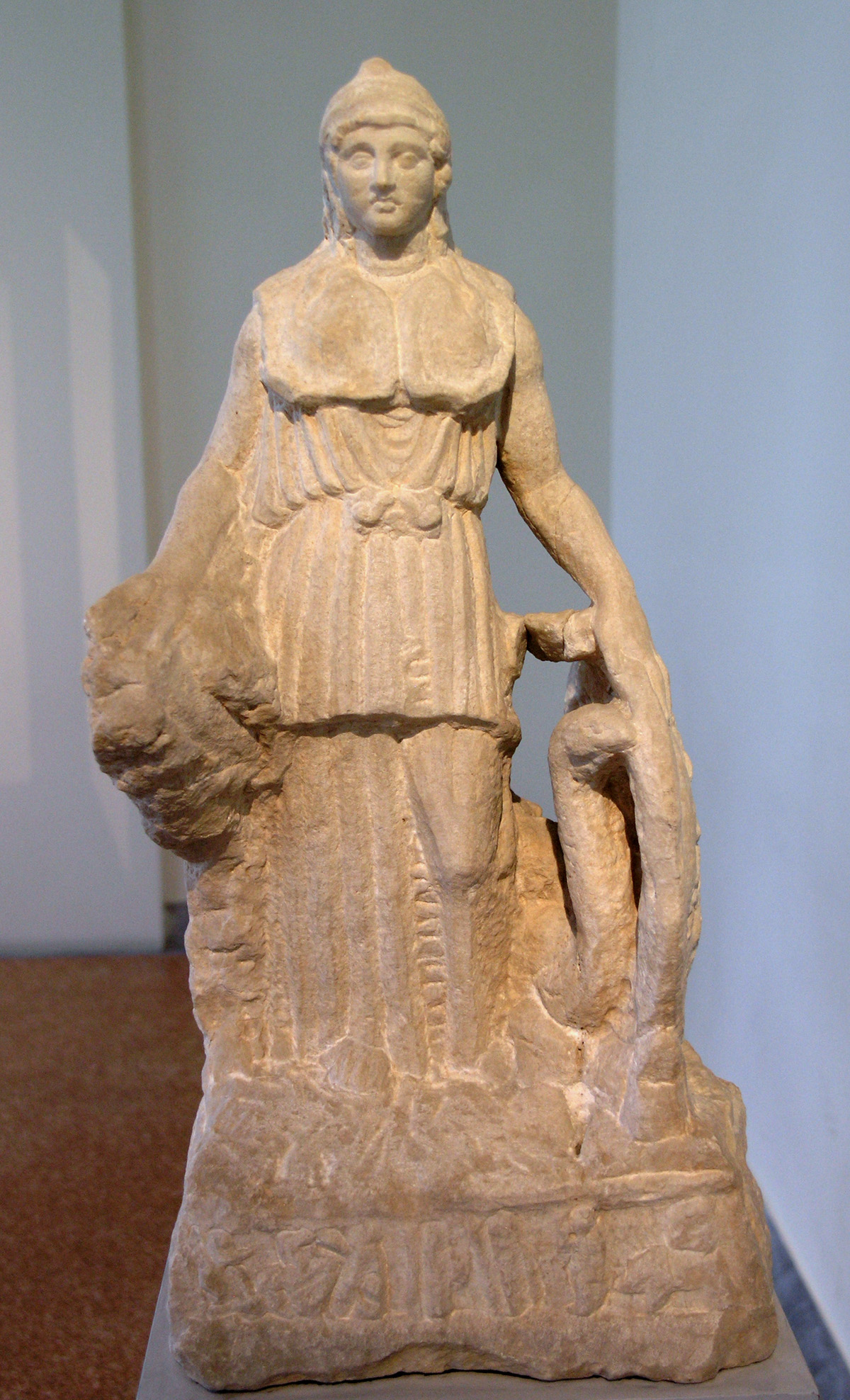
Atena Lenormant, Museu Arqueològic Nacional, Atenes
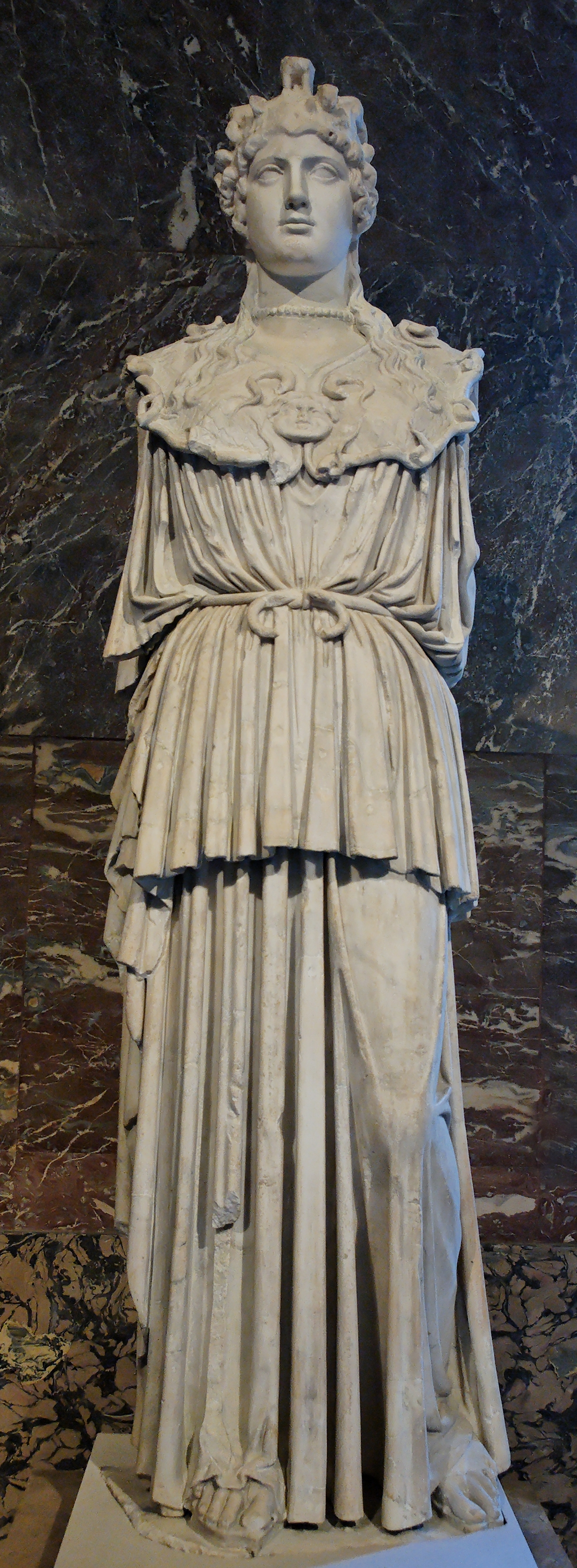
Còpia de l'Atena Pàrtenos, Museu del Louvre, París
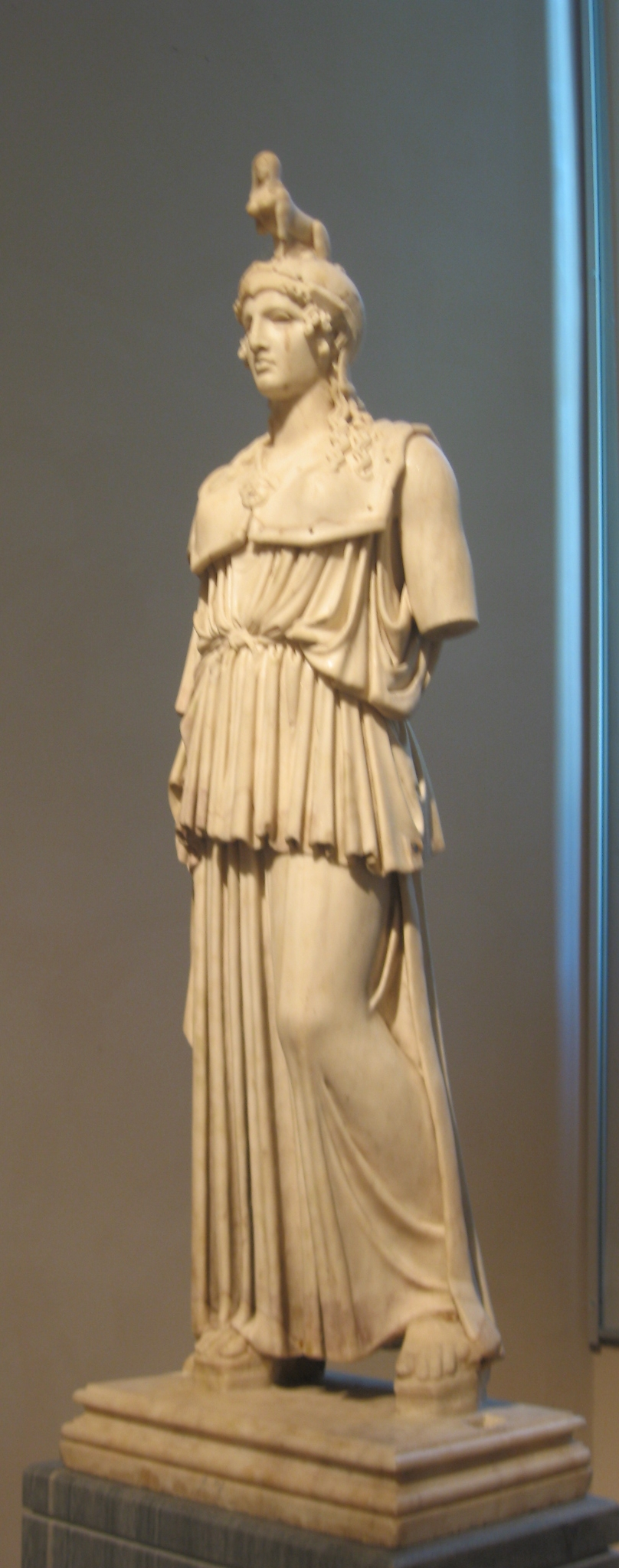
Còpia de l'Atena Pàrtenos, Museu del Prado, Madrid
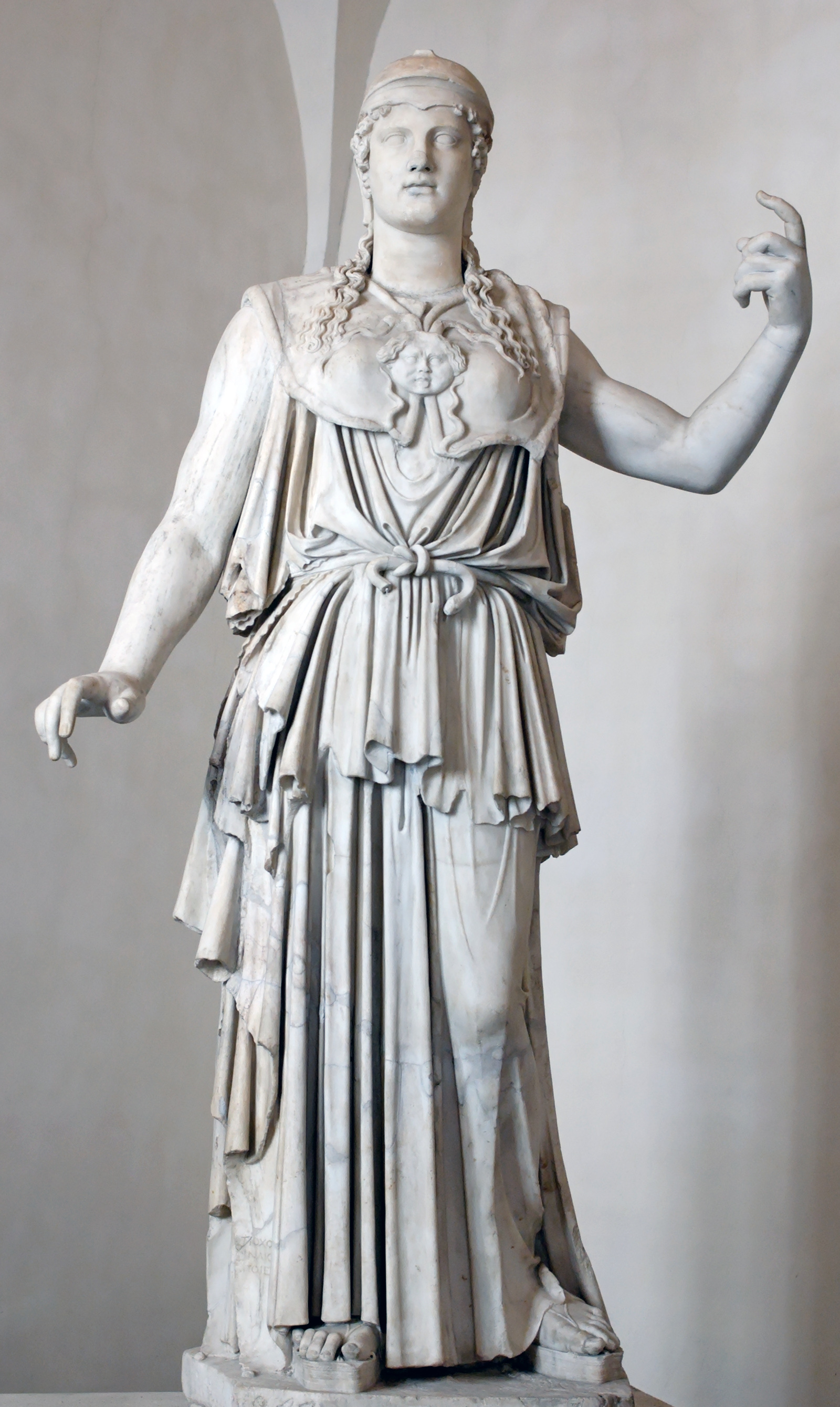
Còpia de l'Atena Pàrtenos al Museo Nazionale Romano (Palazzo Altemps), Roma

#### Erectèon

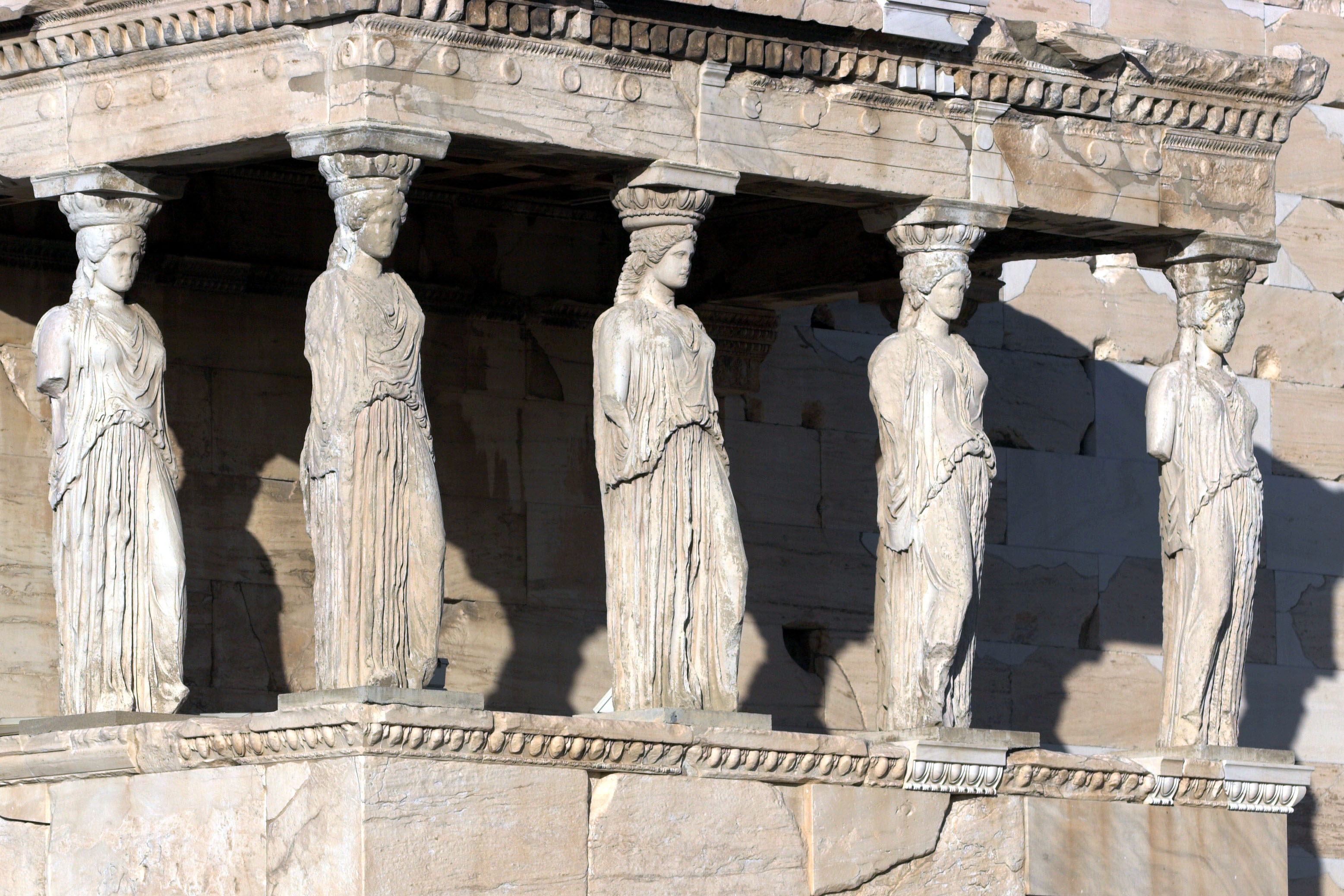
Tribuna de les Cariàtides a l'Erectèon

Fou edificat en temps de Pèricles; va ser començat l'any 421 aC, durant la treva de la Pau de Nícies a la Guerra del Peloponès, reemplaçant l'antic temple arcaic d'Atena que va ser destruït pels perses durant les guerres mèdiques.
Està format per un edifici central amb planta irregular, adequat al desnivell del terreny, que comprèn dues parts sense comunicació entre elles: a l'est és un santuari dedicat a Atena, amb unes columnes d'ordre jònic; a l'oest està format per dues capelles amb doble culte: una a Erecteu i Posidó, i l'altra per Hefest i Butes. A l'accés a aquestes sales es trobava la font d'aigua salada que suposadament Posidó va fer brollar amb un cop del seu trident durant la disputa amb Atena. Té una gran estoa a la part nord, amb columnes, i a la part sud és on es troba la Tribuna de les Cariàtides, amb sis columnes amb figura de dona de 230 cm d'alçada, esculpides per Cal·límac, un ajudant de Fídies. Les que es poden veure in situ són còpies de les cinc que es troben al Museu de l'Acròpolis i d'una sisena que hi ha al Museu Britànic.

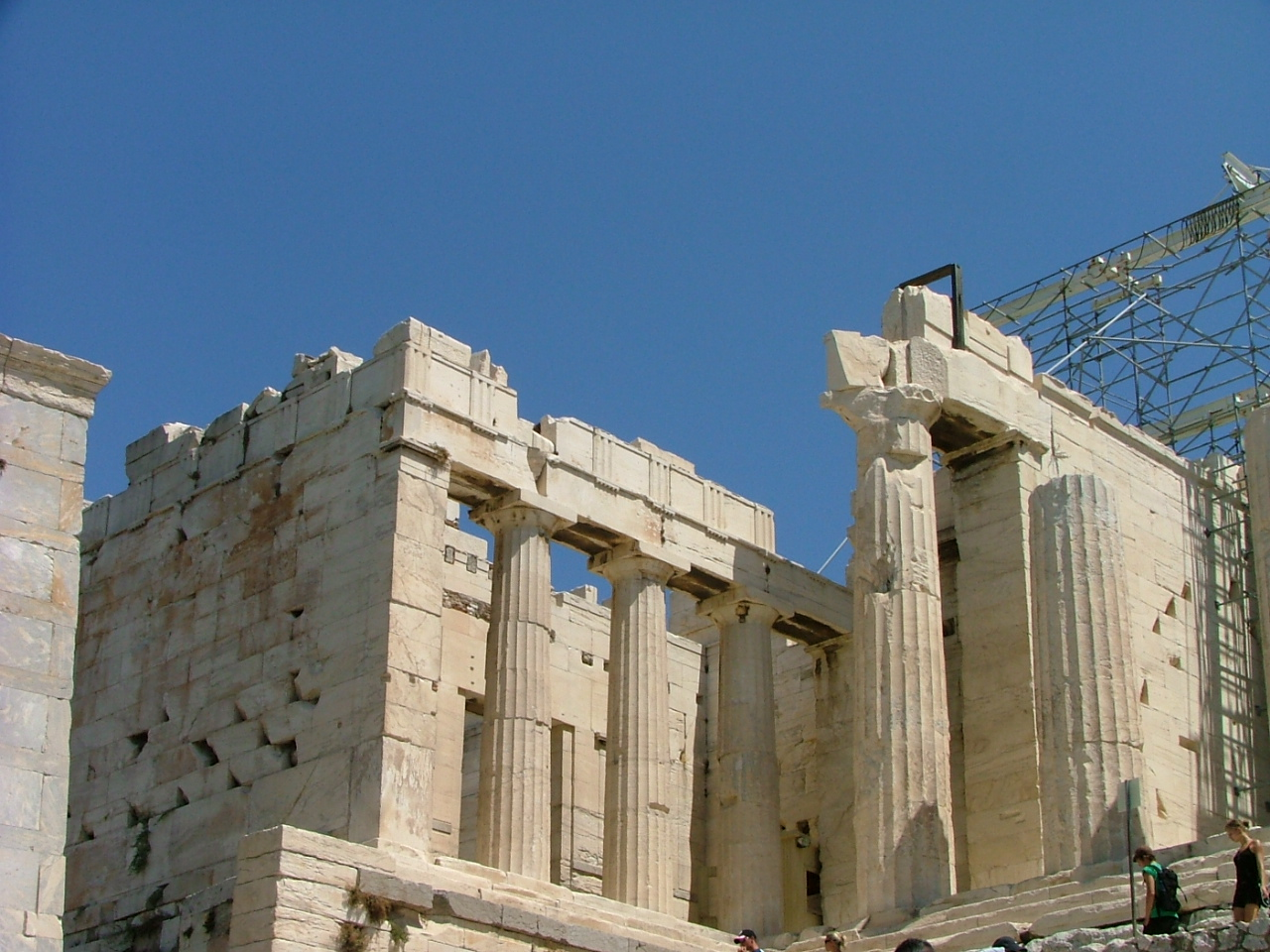
Els Propileus de l'Acròpolis d'Atenes

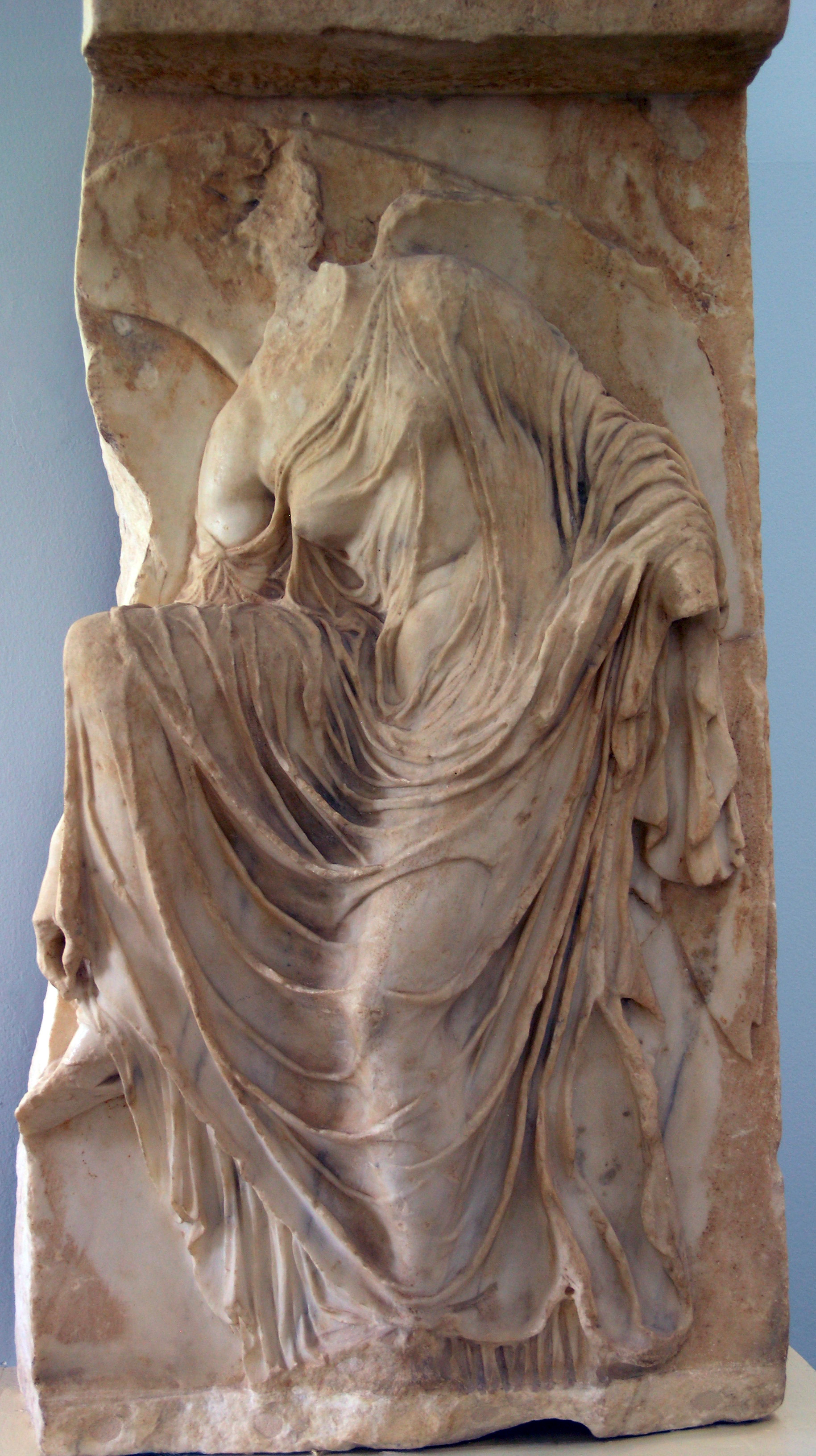
La deessa Nice Àptera, representada com Victòria, deslligant-se una sandàlia (Atenes, finals del)

L'Erectèon mostrava un fris que recorria els costats de l'edifici, format per figures de marbre muntades sobre làpides de pedra calcària negra d'Eleusis. S'ha conservat una làpida de la segona fase de construcció, on es llegeixen els 130 noms dels treballadors i la seva paga, una dracma diària, que era la mateixa que la de l'arquitecte.

#### Propileus
Els Propileus eren la gran entrada a l'Acròpolis d'Atenes. Foren construïts a partir de l'any 437 aC per l'arquitecte Mnèsicles, en un terreny molt accidentat. Les sis columnes de l'entrada són dòriques, tant a la façana davantera com les sis de la part posterior. Bastit amb marbre pentèlic, consta d'un vestíbul de 24 x 18 metres. A l'interior, un mur amb cinc portes el divideix en dues parts; l'occidental, més gran, té dues fileres de tres columnes jòniques que formen tres naus.
És interessant la carcassa del sostre, que es va fer amb bigues de marbre de més de set metres i armant els arquitraus que sostenien aquestes bigues amb una barra metàl·lica.
A l'ala nord hi hagué situada la primera pinacoteca del món: entre les pintures que s'hi exposaven hi havia l'obra del pintor grec Polignot (segle v aC), conegut per les descripcions de les seves obres fetes per Pausànies i per Plini.

#### Temple de Nice Àptera
Al costat sud dels Propileus es troba el temple d'Atena Nice ('Atena victoriosa') o Nice Àptera ('Victòria sense ales'). La construcció data de l'any 421 aC i el 410 aC. Aquest monument emplaçat a l'entrada de l'Acròpolis volia simbolitzar que, una vegada sense ales, la deessa no es mouria d'Atenes.
El naos consta d'una planta quasi quadrada: 418 cm x 378 cm, amb el pronaos de quatre columnes i quatre més a l'opistòdom, totes d'ordre jònic.
El fris que recorre tot el temple va tenir una decoració al·lusiva a les guerres mèdiques, amb els frontons dedicats a Atena. Al parapet del bastió es va afegir l'any 410 aC una decoració amb grans relleus on s'aprecia l'escola de Fídies, per exemple als plecs de la roba, que s'adapta al cos de les representacions de les Victòries, les quals mostren gests quotidians com ara lligar-se una sandàlia o pujar a un carruatge.
El temple actual és una reconstrucció moderna.

#### Odèon de Pèricles
Es va construir sota el mandat de Pèricles i prop del teatre de Dionís, a l'Acròpolis d'Atenes.
Constava de planta quadrangular amb doble filera de columnes per la sustentació del sostre i un propileu. Es feia servir per a les representacions musicals, que van començar l'any 446 aC.

#### Eleusínion
Pèricles va manar construir aquest santuari a la vora de l'Acròpolis per poder retre culte als misteris d'Eleusis segons els plans de l'arquitecte Corebos. La planta del santuari és quadrada amb diverses fileres de columnes i el sostre s'elevava amb forma de llanterna; han estat les excavacions les que han donat les pautes per reconèixer el basament i la planta de tot l'edifici.

#### Teatre de Dionís

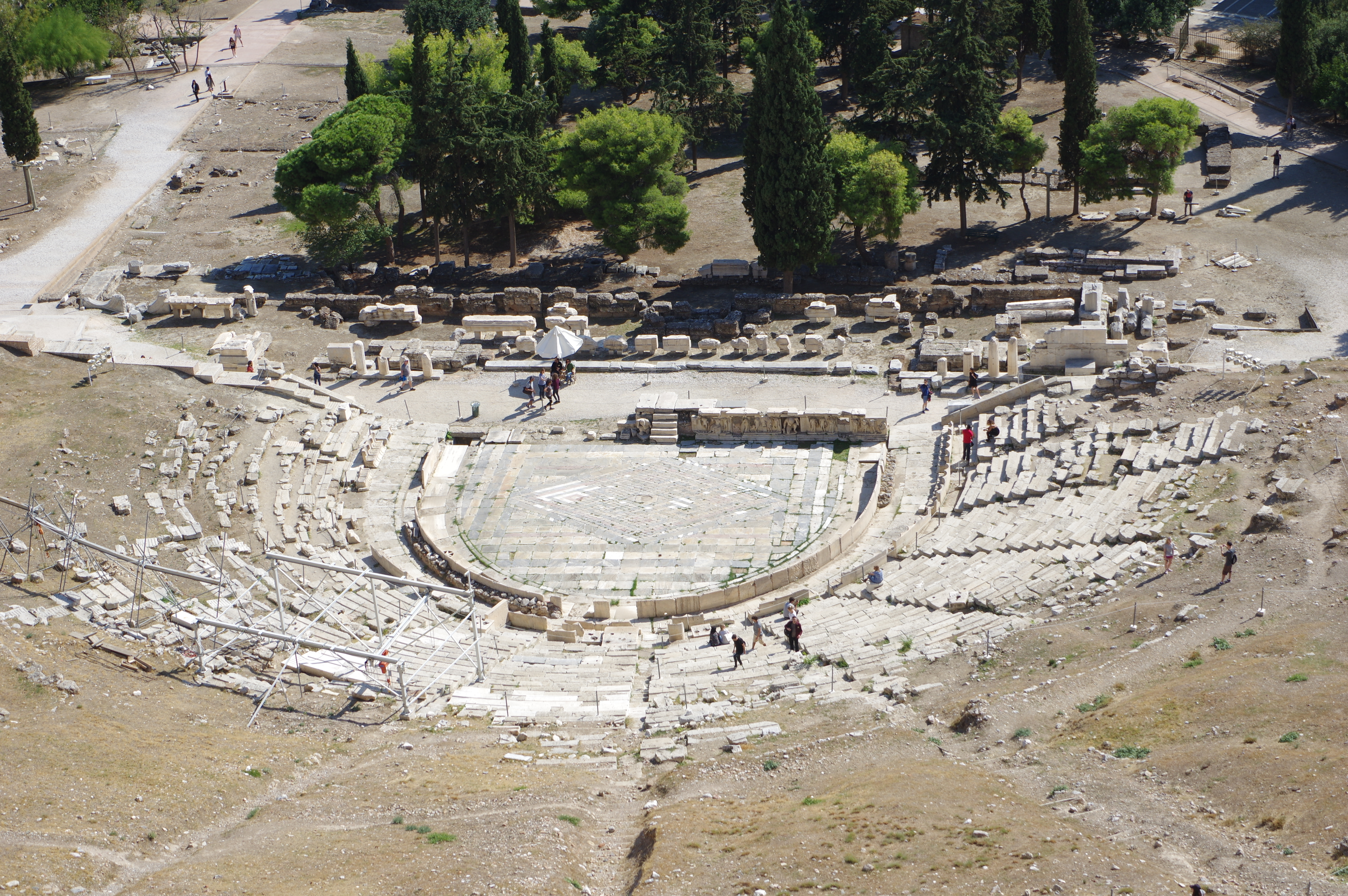
El Teatre de Dionís sota l'Acròpolis d'Atenes

Des de la segona meitat del segle v aC, una de les més importants creacions arquitectòniques és el teatre i un dels exemples més importants d'aquest tipus d'edificis és el Teatre de Dionís, construït durant el segle iv aC.
Els actors estaven col·locats en una plataforma, hi havia una part interior on es canviaven d'indumentària, i els espectadors es col·locaven al pendent del turó, lloc on s'acostumaven a construir els teatres. A la fi del segle v aC van ser substituïdes les primitives plataformes de fusta per graderies de pedra. A la part central de les primeres grades hi havia 67 seients que van ser produïts, posteriorment, en marbre decorat i estaven reservats per als sacerdots.

#### Pandrosèon
Construït en temps de Pèricles cap a l'any 421 aC vora l'Erectèon al costat nord-oest, en honor de Pandros, filla de Cècrops, fou el lloc on Atena, durant la seva lluita amb Posidó per aconseguir el patronat de la ciutat d'Atenes, va fer créixer una olivera quan en resultà vencedora. L'any 1917 es va plantar l'arbre actual, en record de l'olivera mítica.

#### Santuari d'Àrtemis Braurònia
Prop dels Propileus es trobava el santuari d'Àrtemis Braurònia, construït l'any 430 aC. L'origen del santuari és una llegenda segons la qual els habitants de Brauró havien matat una ossa, que era l'animal consagrat a Àrtemis, per la qual cosa la deessa va exigir que se li consagressin al seu culte nenes de set a onze anys que viurien al santuari al seu servei; aquestes nenes rebien el nom d'osses. L'edifici tenia una planta trapezoidal amb dues ales laterals i una estoa d'uns 38 metres de longitud per 7 metres d'amplada.

### Període romà

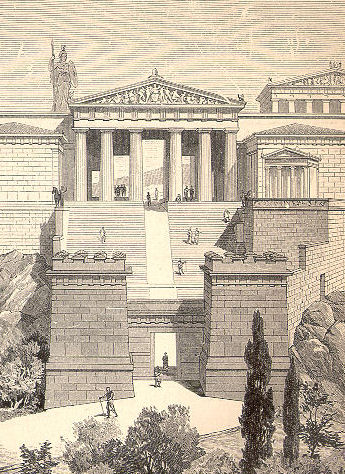
Dibuix d'una reconstrucció imaginària dels Propileus, on es veu la Porta Beulé en primer terme

A l'època romana van ser diversos emperadors o personatges destacats els que van reformar o construir parts noves de l'Acròpolis d'Atenes. Durant el mandat de Claudi, l'any 52 es va fer una reforma de la rampa d'accés.
Al segle iii, per ordre de Flavi Septimi, es va construir l'actualment anomenada Porta Beulé com primera entrada de l'Acròpolis abans dels Propileus; consta de dues torres de nou metres d'alçada, una a cada costat de la porta. Aquesta porta va ser descoberta per l'arqueòleg francès Charles Ernest Beulé l'any 1852. A l'esquerra de l'escalinata, abans dels Propileus, es troba la Torre d'Agripa, de prop de catorze metres d'alçada, de marbre gris, on l'any 178 aC s'havia col·locat una estàtua d'Èumenes II sobre una quadriga de bronze; posteriorment se n'hi va col·locar una d'Agripa, gendre de l'emperador August. A l'època d'aquest emperador, l'any 27 aC, es va edificar el temple de planta circular dedicat a Roma i August prop del Partenó, envoltat de nou columnes de marbre.
A la part sud, el ciutadà Herodes Àtic va erigir un odèon al segle ii en memòria de la seva esposa Ànnia Regil·la, i el rei Èumenes II de Pèrgam va construir la estoa de 163 metres de longitud entre l'odèon d'Herodes Àtic i el teatre de Dionís.
| \| \| Acròpolis d'Atenes: Patrimoni de la Humanitat \| |                                               |
| 1 Partenó - 2 Antic temple d'Atena - 3 Erectèon - 4 Estàtua d'Atena Pròmacos - 5 Propileu - 6 Temple de Nice Àptera - 7 Eleusínion - 8 Santuari d'Àrtemis Braurònia - 9 Calcoteca - 10 Pandrosèon - 11 Casa de les Arrèfores - 12 Altar d'Atena - 13 Santuari de Zeus Polieu - 14 Santuari de Pandíon - 15 Odèon d'Herodes Àtic - 16 Estoa d'Èumenes - 17 Santuari d'Asclepi - 18 Teatre de Dionís - 19 Odèon de Pèricles - 20 Tèmenos de Dionís |                                               |
| | Acròpolis d'Atenes: Patrimoni de la Humanitat |

## Excavacions i restauracions

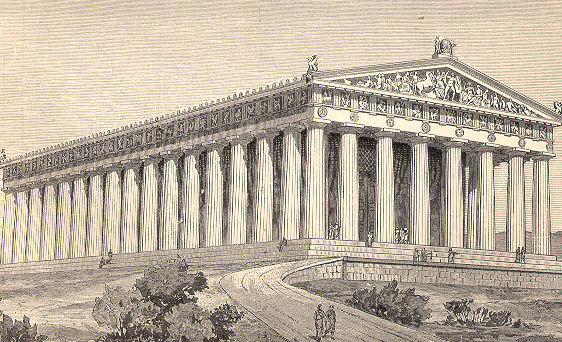
Reconstrucció del Partenó en un dibuix de Joseph Kürschner (1891)

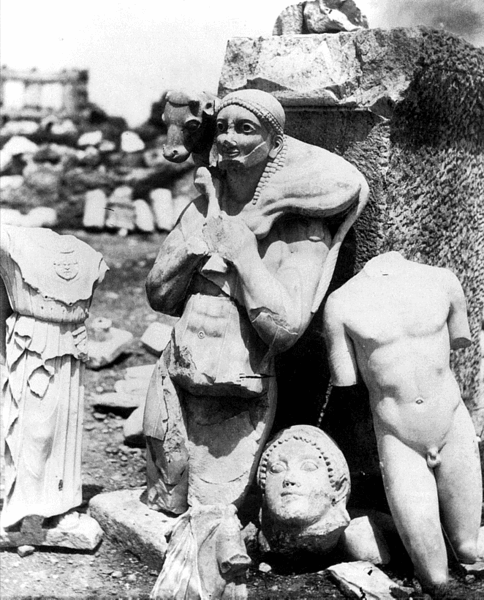
Fotografia presa l'any 1866 en unes excavacions a l'Acròpolis amb la figura del Moscòfor en primer terme

Durant els gairebé quatre segles d'ocupació turca no es van dur a terme excavacions ni reformes a l'Acròpolis. La desinformació va fer fins i tot que s'anomenés el Partenó com «Panteó» i temple d'un déu desconegut a Europa, segons consta en el volum Turcograecia, publicat per M. Kraus el 1584. L'ambaixador de Lluís XIII de França a Constantinoble va descriure Atenes en el seu llibre Voyage du Levant (París, 1632), on relata que el Partenó «es trobava com si acabés de fer-se».
Establert un consolat francès el 1658, es van començar a tenir els primers visitants estrangers. L'any 1674, l'ambaixador francès a Constantinoble va encarregar a l'artista Jacques Carrey que fes una sèrie de dibuixos del Partenó i de les seves escultures, que han servit posteriorment per la documentació del lloc abans de l'atac que va sofrir el 1687 pels venecians, al capdavant dels quals anava Francesc Morosini, qui a més a més va intentar endur-se les escultures de les quadrigues del frontó oest, amb el resultat de la destrossa completa per la caiguda que van patir als pendents de l'Acròpolis. Algunes de les restes van ser recollides per la resta de militars i són les que es troben en diversos museus d'Europa (Roma, Venècia, Copenhaguen).
Durant el segle xviii van ser els francesos els qui van organitzar un mercat d'antiguitats a Atenes i aconseguiren transportar una mètopa i una llosa del fris del Partenó a París. A mitjan aquell segle mateix, la Societat de Diletants de Londres va encarregar a l'arquitecte Nicholas Revert i al pintor James Stuart que mesuressin i dibuixessin els edificis i les escultures d'Atenes; el 1762, doncs, es va publicar el primer volum de les Antiguitats d'Atenes, amb un gran treball científic i uns grans dibuixos. A començaments del segle xix Lord Elgin, ambaixador anglès, va traslladar un gran nombre d'escultures del Partenó a Anglaterra, i després de llargues negociacions les va adquirir el govern l'any 1816 per al Museu Britànic de Londres.
Quan el 1834 Grècia va obtenir la independència, es van començar les primeres excavacions amb els arquitectes Schaubert i Kleanthes, supervisats pel conseller del rei Lluís I de Baviera (pare de l'aleshores rei de Grècia Otó I), Leo Klenze. L'any 1837, la Societat Arqueològica Grega, sota la direcció de Panaiotis Kavvadiàs, van fer retirar totes les cases turques que s'havien anat construint dins l'Acròpolis.
El 1975 es va constituir la comissió de conservació dels monuments de l'Acròpolis. Bona part dels esforços dels restauradors es van concentrar en protegir l'Acròpolis dels efectes de la contaminació, que eren molt sensibles, com també eliminar afegits d'intervencions anteriors aplicant criteris rigorosos avalats per la UNESCO. La creació del nou Museu de l'Acròpolis inaugurat el 2009 va comportar la retirada de tots els elements escultòrics originals que encara romanien in situ i donava nous arguments a la voluntat de recuperar les escultures que es troben al Museu Britànic. Al mateix temps, s'inscrivia en els projectes de remodelació de l'entorn de l'Acròpolis, necessaris per fer front als reptes del turisme massiu.